# 2008 en baseball
| Années du baseball : 2005 - 2006 - 2007 - 2008 - 2009 - 2010 - 2011    |
| Décennies du baseball : 1970 - 1980 - 1990 - 2000 - 2010 - 2020 - 2030 |

Les faits marquants de l'année 2008 en Baseball

## Champions

### Ligue majeure de baseball
- Saison régulière
  - Ligue américaine
    - Division Est : Rays de Tampa Bay
    - Division Centrale : Twins du Minnesota
    - Division Ouest : Angels d'Anaheim

  - Ligue nationale
    - Division Est : Phillies de Philadelphie
    - Division Centrale : Cubs de Chicago
    - Division Ouest : Dodgers de Los Angeles

- Série mondiale : Phillies de Philadelphie

### Ligues mineures
- Niveau AAA
  - Ligue internationale : Scranton/Wilkes-Barre Yankees
  - Ligue de la côte du Pacifique : Sacramento River Cats

- Niveau AA
  - Ligue de l'Est : Trenton Thunder
  - Ligue du Sud : Mississippi Braves
  - Ligue du Texas : Arkansas Travelers

### Championnat universitaire
- College World Series Division I : Fresno State Bulldogs

### International
- Jeux olympiques 2008 :  Corée du Sud
- Championnat du Japon de baseball : Saitama Seibu Lions
- Championnat de Corée du Sud de baseball : SK Wyverns
- Ligue chinoise professionnelle de baseball : Uni-President Lions
- Série des Caraïbes : Tigres del Licey (République dominicaine)
- Série d'Asie : Saitama Seibu Lions
- Coupe d'Europe de baseball : Corendon Kinheim

## Événements

### Janvier
- 8 janvier : Rich Gossage est élu au Temple de la renommée du baseball[1].

### Février
- 7 février : les Dominicains de Tigres del Licey remportent la Série des Caraïbes. Il s'agit du dixième succès des Tigres dans cette compétition[2].

### Mars
- 15 mars : à l'occasion d'un match de pré-saison, les Los Angeles Dodgers et les San Diego Padres font match nul 3-3 lors du premier match disputé par des équipes de la MLB en Chine. La rencontre s'est tenue au Stade de Wukesong, construit pour le tournoi olympique de baseball des Jeux olympiques d'été de 2008. Les deux équipes s'affrontent à nouveau le lendemain ; Les Padres s'imposent 6-3.
- 25 mars : ouverture de la saison 2008 de la MLB avec un match avancé joué au Tokyo Dome de Tokyo entre les tenants du titre, les Red Sox de Boston, et les Athletics d'Oakland. Les Red Sox s'imposent 6-5 en dixième manche.
- 29 mars : 
  - Civil Rights Game à Memphis (Tennessee). Les New York Mets s'imposent 3-2 face aux Chicago White Sox[3].
  - À l'occasion d'un match exhibition entre les Los Angeles Dodgers et les Boston Red Sox, le record d'affluence pour un match de baseball est tombé : 115 300 spectateurs recensés au Los Angeles Memorial Coliseum.

### Avril
- 17 avril : en MLB, le match opposant les Colorado Rockies aux San Diego Padres se joue en 22 manches. Les Rockies s'imposent 2-1 à l'extérieur après plus de six heures et 16 minutes de jeu[4].
- 23 avril : en s'imposant 7-6 en dixième manche sur le terrain des Colorado Rockies, les Chicago Cubs atteignent la barre des 10 000 victoires en Ligue majeure. Seuls les New York/San Francisco Giants avaient atteint cette marque avant les Cubs.

### Mai
- 12 mai : les Indians de Cleveland signent le troisième triple jeu sans assistance de leur histoire[5] après ceux du 19 juillet 1909 et du 10 octobre 1920. Ce type d'actions est le plus rare des coups en baseball. 14 triples jeux sans assistance sont comptabilisés dans l'histoire des Ligues majeures[6] contre 15 batteurs qui ont réussi à frapper quatre coups de circuit au cours du même match. Sur ces 14 triples jeux sans assistance, les Indians en comptent trois devant les Red Sox et les Braves, deux chacun.
- 31 mai : Manny Ramírez frappe son 500e circuit en carrière contre les Orioles de Baltimore, devenant le 24e joueur de l'histoire des ligues majeures à atteindre ce total[7].

### Juin
- 9 juin : Ken Griffey Jr. frappe son 600e circuit en carrière contre les Marlins de la Floride, devenant le 6e joueur de l'histoire des ligues majeures à atteindre ce total[8].
- 21 juin : les Néerlandais de Kinheim s'imposent 3-2 en 10 manches contre les Italiens des Grosseto Orioles en finale de la Coupe d'Europe de baseball 2008.

### Juillet
- 15 juillet : Match des étoiles de la Ligue majeure de baseball 2008 au Yankee Stadium de New York. La Ligue américaine bat la Ligue nationale 4-3, en 15 manches. Le joueur du match est J.D. Drew.

### Août
- 23 août : la Corée du Sud remporte la médaille d'or en baseball aux Jeux olympiques de Beijing, en s'imposant 3-2 sur Cuba, qui enlève la médaille d'argent. Le même jour, les États-Unis gagnent la médaille de bronze en défaisant le Japon 8 à 4.

### Septembre
- 21 septembre : dernier match de l'histoire du Yankee Stadium, qui aura accueilli les matchs des Yankees de New York durant 83 saisons. New York gagne le dernier match, 7-3 devant Baltimore.

### Octobre
- 29 octobre : les Phillies de Philadelphie remportent les World Series pour la première fois depuis 1980. La surprenante formation des Rays de Tampa Bay était en finale.

### Novembre
- 9 novembre : les Saitama Seibu Lions remportent les séries finales du championnat du Japon en remportant le match N°7 par 3 à 2 face aux Yomiuri Giants.
- 16 novembre : les Saitama Seibu Lions remportent 1-0 la finale de la série d'Asie face aux Taïwanais d'Uni-President Lions.

## Principaux décès
- 2 janv. : Gerry Staley, 87 ans, joueur américain (lanceur).
- 13 janv. : Johnny Podres, 75 ans, joueur américain (arrêt court), meilleur joueur de la Série mondiale 1955 avec les Dodgers de Brooklyn.
- 14 janv. : Don Cardwell, 72 ans, joueur américain (lanceur), seul lanceur des Ligues majeures à avoir lancé un match sans point ni coup sûr pour sa première apparition avec son équipe (les Cubs de Chicago).
- 17 janv. : John McHale, 86 ans, dirigeant américain, notamment au poste de manager général des Tigers de Detroit, des Braves d'Atlanta et des Expos de Montréal.
- 22 janv. : Lance Clemons, 60 ans, joueur américain (lanceur).
- 27 janv. : Ken Hunt, 69 ans, joueur américain (lanceur de relève).
- 10 fév. : Dario Lodigiani, 91 ans, joueur américain (champ intérieur).
- 16 mars : Bob Purkey, 78 ans, joueur américain (lanceur).
- 5 avril : Walt Masterson, 87 ans, joueur américain (lanceur).
- 14 avril : Tommy Holmes, 91 ans, joueur américain (lanceur).
- 1er mai : Buzzie Bavasi, 91 ans, manager général américain.
- 10 juin : Eliot Asinof, 88 ans, écrivain sportif américain (8 Men Out).
- 12 juil. : Bobby Murcer, 62 ans, joueur américain (champ extérieur).
- 24 sept. : Mickey Vernon, 90 ans, joueur américain (première base).
- 30 sept. : Ed Brinkman, 66 ans, joueur américain (arrêt court).
- 10 oct. : Sid Hudson, 93 ans, joueur américain (lanceur).
- 9 nov. : Preacher Roe, 92 ans, joueur américain (lanceur).
- 11 nov. : Herb Score, 75 ans, joueur américain (lanceur).
- 25 nov. : Randy Gumpert, 90 ans, joueur américain (lanceur).
- 17 déc. : Dave Smith, 53 ans, joueur américain (lanceur).
- 19 déc. : Dock Ellis, 63 ans, joueur américain (lanceur).